# المجلس التشريعي الكويتي الأول
المجلس التشريعي الكويتي الأول، هو أول مجلس تشريعي في الكويت تم تشكيله في تاريخ 29 يونيو 1938،  وهو بذلك يكون أول مجلس نيابي منتخب في تاريخ الكويت السياسي، وكان في عهد الشيخ أحمد الجابر الصباح. ويعاب على المجلس أنه كان لفئة قليلة من الناس ترشيحاً وانتخاباً وهم فئة التجار. كان عدد المرشحين للمجلس 20 شخصًا تقريباً، والناخبون 320 شخص، وكان التصويت في ديوان الصقر. وأسفرت النتائج عن اختيار 14 عضوًا، منهم إثنا عشر عضوًا جديداً، والاثنين الآخرين كانا عضوين في مجلس الشورى الذي انتخب وحل في عام 1921 . واختير الشيخ عبد الله السالم الصباح رئيساً للمجلس.

## أسباب تأسيس المجلس
بعد وفاة الشيخ سالم المبارك الصباح في 1921، أدرك الكويتيون والطبقة التجارية خصوصا أن السماح باستمرار سياسية الحكم المنفرد سيؤدي إلى مزيد من الخسائر بالأموال والأرواح، ولذلك اجتمع بعض أعيان الكويت ووجهاؤها بآل الصباح وأبلغوهم بقرارهم بأن يكون لهم في المستقبل كلمة في شؤون البلد والحكم، وقد أثمر ذلك الاتفاق إنشاء مجلس الشورى الكويتي، وفي أبريل 1921 أُسس مجلس الشورى الكويتي، وبقيام هذا المجلس لم يعد الشيخ أحمد الجابر الصباح يحكم الكويت كما كان يحكمها أسلافه بالطريقة القبلية المطلقة، بل كان لزاما عليه استشارة اثني عشر شخصاً يمثلون وجهاء الكويت وأصحاب الرأي، ستة من منطقة الشرق وستة من منطقة القبلة، وجميعهم جاؤوا إلى المجلس عن طريق الاختيار وليس الانتخاب، وقد ساد روح عدم التعاون بين أعضاء المجلس فيما بعد، عندما اتخذوا عضويتهم في المجلس للمصالح الشخصية، كما أنهم لم يستخدموا قاعدة اتباع الأغلبية في إتخاذ القرارات الأمر الذي أدى إلى انقطاع بعضهم عن الجلسات وكثرة المنازعات والشجار وتدهور الثقة بين المجلس والناس، وقد استغل الشيخ أحمد الجابر الصباح هذه المنازعات فأخذ في الانقطاع عن جلسات المجلس، وأحس الأعضاء بأنه لا فائدة ترجى من مواصلة الجلسات، فحل المجلس تلقائيا ولم يمض على تشكيله شهران.
طالبت القوى الوطنية إيجاد مجلس للمعارف ومجلس آخر للبلدية، وفي 1934 مارس الكويتيون أول محاولة عملية انتخاب لاختيار أعضاء المجلس البلدي، وقد تمت عملية الانتخاب بدعوة أعيان البلد وتم اختيار الأعضاء فيه سريا ودون ترشيح، وأخذ بنفس النظام في انتخابات مجلس المعارف في 1936، وبعد ذلك قامت السلطة الحاكمة بحل مجلس المعارف وتعيين أعضاء مجلس المعارف الثاني، واحتجاجا على هذا التلاعب من قبل السلطة بمجلس المعارف المنتخب، قدم الوطنيون استقالاتهم من مجلس البلدية، وقامت السلطة بمنع الناخبين من انتخاب بعض الأشخاص البارزين بأسمائهم لعضوية المجلس البلدي، وبعد هذه الأحداث، لجأت القوى الوطنية إلى العمل السري المنظم لضمان استمرار الحركة الوطنية فتألفت جمعية سرية من اثني عشر عضوًا من أبناء الطبقة التجارية أخذت تعمل في السر من توزيع المنشورات السرية المطالبة بالإصلاح إلى استخدام الصحف العراقية للمطالبة بالإصلاحات الاجتماعية والسياسية والاقتصادية، وكانت هذه الحركة تطلق على نفسها اسم الكتلة الوطنية، وعندما علمت الحركة بأن ظهورها سيزيد من تلاحمها وكفاءتها كشفت عن نفسها وأرسلت وفدًا إلى الشيخ أحمد الجابر الصباح محملا بعريضة لتأكيد حكم الشورى وإنشاء مجلس تشريعي لحكم البلاد، وكان يساند هذه الكتلة الشيخ عبد الله السالم الصباح والشيخ فهد السالم الصباح، وقد وافق الشيخ أحمد الجابر الصباح على تكوين مجلس تشريعي، وتكونت لجنة لاختيار الناخبين الذين يصلحون للانتخابات ودعوتهم لانتخاب أعضاء المجلس التشريعي.

## أعضاء المجلس التشريعي الأول
وقد تم دعوة ما يقارب 320 ناخباً من أجل انتخاب 14 نائباً من أصل 20 مرشحاً، مع تعيين الشيخ عبد الله السالم الصباح رئيساً للمجلس.
1. عبد الله حمد الصقر.
2. يوسف بن عيسى القناعي.
3. سيد علي سيد سليمان الرفاعي.
4. محمد ثنيان الغانم.
5. حمد داوود المرزوق.
6. مشعان الخضير الخالد.
7. سليمان خالد العدساني.
8. عبد اللطيف محمد ثنيان الغانم.
9. يوسف صالح الحميضي.
10. مشاري حسن البدر.
11. سلطان إبراهيم الكليب.
12. صالح عثمان الراشد.
13. يوسف مرزوق الداود.
14. خالد عبد اللطيف الحمد.

وقد استقال من عضويه المجلس محمد ثنيان الغانم وذلك لظروف عائلية، وحل محله محمد شاهين الغانم.

## أهم أعمال المجلس
على الرغم من فترة عمله القصيرة والتي استمرت لمده 6 شهور فقط، إلا أن المجلس قام بوضع القانون الأساسي لنظام الحكم الذي وقع عليه الشيخ أحمد الجابر الصباح في 2 يوليو 1938 (يعتبره البعض بمثابه دستور)، وكان القانون يتكون من خمسة مواد.

## حل المجلس
حل أمير الكويت الشيخ أحمد الجابر الصباح المجلس في 21 ديسمبر 1938، ودعى لإجراء انتخابات مجلس جديد في 27 ديسمبر.

## كتب مرتبطة
- كتاب/ الموسوعة الكويتية المختصرة - حمد محمد السعيدان.
- كتاب/ رواد الديمقراطية في الكويت من عام 1921 حتى عام 1996 - فيصل أحمد الحيدر.
- كويت 1938 شرارة الديمقراطية في الكويت - ماضي الخميس.